# Brian Tracy
Brian Tracy (Charlottetown, Canadá; 5 de enero de 1944) es un orador motivacional y escritor de desarrollo personal canadiense. Ha escrito más de setenta libros que se han traducido a más de una docena de idiomas. Sus libros más populares son ¡Gana lo que realmente vales!, ¡Tráguese ese sapo! y La psicología del logro.

## Carrera
Brian Tracy es Presidente  y director ejecutivo (CEO) de Brian Tracy Internacional, una compañía que fundó en 1984 en Vancouver, Columbia Británica, Canadá. Brian Tracy Internacional vende asesoramiento en liderazgo, ventas, autoestima, objetivos, estrategia, creatividad, y psicología de éxito. La compañía tiene sus oficinas en Bankers Hill (San Diego), California.

## Política
En 2003, Tracy se presentó como uno de los 135 candidatos independientes a las elecciones para gobernador de California, recibiendo 729 votos. Su campaña fue presentada en el programa de radio dominical de la BBC Broadcasting House, donde cada semana el presentador Eddie Mair telefoneaba a Tracy para ponerle al día de cómo iba la carrera. El día de las elecciones, Mair voló a California para reunirse con Tracy en persona, pero descubrió que se había ido a Dubái durante la última semana de campaña.
Brian Tracy es miembro del consejo de administración de la fundación conservadora The Heritage Foundation desde 2003.